# Jan Jiří Karl
Jan Jiří Karl (ur. 27 listopada 1750, zm. 20 października 1819) – czeski urzędnik, burmistrz Pragi w latach 1811–1819.

## Życiorys
Pochodził z Žatca. Od 1779 roku pracował jako sekretarz w urzędzie praskiego Nowego Miasta. Od 1784 roku zasiadał w organach gospodarczych praskiej rady miejskiej, a w 1788 roku został zastępcą burmistrza miasta. W 1811 roku został mianowany burmistrzem Pragi. Z jego inicjatywy, w 1815 roku sporządzono pierwszy nowożytny plan miasta, a w 1816 roku rozpoczęto budowę pierwszej sieci kanalizacyjnej. Podczas jego kadencji rozpoczęto także budowę dzielnicy Karlín.
Na przełomie lipca i sierpnia 1815 roku brał udział w organizacji spotkania cesarza Franciszka II, cara Aleksandra I i króla Fryderyka Wilhelma III na Zamku Praskim.
Zmarł w trakcie kadencji, 20 października 1819 roku.